# Elena Stempkovskaya
Elena Konstantinovna Stempkovskaya (en ruso: Елена Константиновна Стемпковская; octubre de 1921-30 de junio de 1942) fue una operadora de radio en el 216.° Regimiento de Fusileros del Ejército Rojo durante la Segunda Guerra Mundial que recibió póstumamente el título de Héroe de la Unión Soviética el 15 de mayo de 1946.

## Biografía

### Infancia y juventud
Elena Stempkovskaya nació en octubre de 1921 en Mazurshchina, gobernación de Minsk (República Socialista Soviética de Bielorrusia), en el seno de una familia bielorrusa. Completó su séptimo grado en una escuela en Majnovichi en 1938 antes de mudarse al óblast de Syrdarya en la República Socialista Soviética de Uzbekistán con sus padres, quienes encontraron empleo en un sovjós de algodón en Bayaut. Allí continuó sus estudios además de comenzar a trabajar en los campos de algodón en el verano y ser una joven líder pionera. A pesar de soñar con convertirse en la capitana de un barco en algún momento, finalmente decidió convertirse en maestra, ingresando en el departamento de historia del Instituto Pedagógico de Tashkent en 1940.

### Segunda Guerra Mundial
Poco después de comenzar otro semestre en septiembre de 1941, dejó la escuela para ingresar en el ejército en noviembre de 1941. Inicialmente asistió a cursos de operadores de radio locales, de los que se graduó en enero de 1942 antes de ser enviada al frente de guerra; las clases normalmente duraban más de un año, pero debido a la guerra se condensaron en unos intensos meses de estudio. Sin embargo, se destacó como operadora de radio y fue nombrada líder de sección en su clase. Tras el despliegue en el frente sur, participó inicialmente en la batalla de Volchansk antes de llegar a la ciudad de Járkov en mayo de 1942. Durante la guerra participó en las batallas de Volchansk, Járkov, así como en la operación Vorónezh-Voroshilovgrad. Inicialmente fue asignada como operadora de radio para una unidad de tanques para ayudarlos a comunicarse con la infantería, Sin embargo, su deseo seguía siendo acercarse lo máximo posible al frente y finalmente fue asignada al 2.º batallón del 216.° Regimiento de Fusileros. Además de servir en calidad de operadora de radio, practicó el disparo de ametralladoras; en una de sus cartas a casa escribió que estaba feliz de haber encontrado su lugar en el ejército.
El 30 de junio, la Wehrmacht lanzó una ofensiva que aisló el puesto de mando del batallón en el que estaba estacionada del resto de su regimiento. Sin darse por vencida, trabajó para transmitir comunicaciones al mando del regimiento todo el tiempo que pudo; después de que los soldados enemigos irrumpieron en su puesto, disparó a varios soldados enemigos en un intento de luchar contra ellos, pero finalmente fue capturada y torturada para obtener información; a pesar de estar mutilada y con las dos manos cortadas, se negó a revelar los códigos utilizados. Incapaces de conseguir que revelara información después de tan brutal tortura, los nazis le dispararon. Sus restos fueron encontrados más tarde por el Ejército Rojo, que la enterró en una fosa común en la aldea de Zimovenka.
El 27 de septiembre de 1942 fue nominada póstumamente para la Orden de Lenin, pero el premio fue sustituido por la Orden de la Bandera Roja, menos importante. Más tarde, en la guerra, se distribuyó un folleto que describía su hazaña en 1943 y, finalmente, se pidió que se le concediera el título de Héroe de la Unión Soviética. Poco después del final de la guerra, fue nominada para el título, una decisión respaldada por un general que se enteró de su muerte después de participar en un combate en la misma batalla que ella y finalmente recibió el título el 15 de mayo de 1946.

## Condecoraciones
Elena Stempkovskaya recibió las siguientes condecoraciones
|  | Héroe de la Unión Soviética (15 de mayo de 1946)  |
|  | Orden de Lenin (15 de mayo de 1946)               |
|  | Orden de la Bandera Roja (5 de noviembre de 1942) |

### Listas relacionadas
- Lista de Heroínas de la Unión Soviética